# Epidendrum pachytepalum
Epidendrum pachytepalum är en orkidéart som beskrevs av Eric Hágsater och E.Santiago. Epidendrum pachytepalum ingår i släktet Epidendrum och familjen orkidéer. Inga underarter finns listade i Catalogue of Life.